# Хипотезе о пореклу Срба
Срби су јужнословенски народ, који живи претежно у Србији, Црној Гори, Босни и Херцеговини и Хрватској. Према тврдњама генетике и антропологије, Срби су потомци словенских племена и балканских староседелаца (Илира, Трачана, итд). Међутим, постоје теорије које тврде да име Срби можда има другачије корене. Постоји неколико теорија о пореклу српског имена, али треба имати у виду да ове теорије нису шире прихваћене од званичне историјске науке, јер не постоји довољно доказа који би их подржали.

## Хипотеза о досељавању на Балкан
Бела Србија или Бојка је била област у Европи која је према наводима византијског цара Константина Порфирогенита (913—959) у спису „О управљању Царством“ (лат. De administrando imperio) била прапостојбина Срба из које су они кренули на Балканско полуострво.
О положају Беле Србије постоје различите теорије. На снази су три претпоставке које је смештају:
- западно од Беле Хрватске на простор северне Чешке и Лужице
- источно од Беле Хрватске на простор источног Закарпатја односно на северозапад данашње Украјине
- на подручје данашње Пољске (горњи ток Висле и Одре)

- Досељавање Срба на Балкан према Др. Ђорђу Јанковићу.
- Бела Србија и Бела Хрватска у 6. веку (око 560. године), према књизи Франциса Дворника
- Сеоба Срба на Балкан у 7. веку, према мишљењу о положају Беле Србије у Лужици и Полабљу
- Сеоба Срба на Балкан у 7. веку, према мишљењу о положају Беле Србије у данашњој западној Украјини

## Иранска хипотеза
Иранска теорија о пореклу Срба је теорија представљена у делу литературе која се бави пореклом Срба и српског националног имена, а заснована је на подацима старих аутора који помињу Србе међу сарматским односно аланским племенима северног Кавказа. Сармати су велика група народа која је некад насељавала област данашње Украјине, северног Закавказја, и дела Русије до Каспијског језера. 
Према овој теорији, Срби су првобитно били једно од сарматских (аланских) племена, које је живело у аланској постојбини северно од Кавказа, одакле се у време хунске најезде преселило у средњу Европу, где се временом стопило са Словенима, којима је дало своје име. У делу модерне литературе, Срби који се спомињу на Кавказу означени су термином Стари Срби, да би се направила разлика у односу на данашње Србе, али се код других аутора овај термин не користи.
Сармати својеврстан прелаз између Иранаца и Словена. Српска алтернативна историографија сматра чињеницом да су Сармати заправо искварен облик имена Срби, те да су Срби сарматско племе. Ову теорију у својим књигама образлаже Миодраг Милановић.
Српска алтернативна историографија користи ове изворе као доказ о аутохтоности Срба на Балкану, углавном имајући у виду сличност имена народа и назива топонима са српским етнонимом.

### Подаци старих аутора о Србима у Сарматији
Срби се први пут помињу у првом веку после Христа (69—75. године) у књизи Плинија Цецилија Секундуса „Познавање природе” и то у латинизованом облику — Серби (Serbi). Плиније пише: „Поред Кимерана станују Меотици, Вали, Срби, Зинги, Псеси”. Срби су ту забележени као народ који живи на територији североисточне обале Црног мора, у Сарматији, северно од Кавказа, па се из тога претпоставља да су Срби били сарматско племе.
Спомен српског имена налазимо затим у делу „Географија” египатског научника Клаудија Птолемеја (пре 175. године). Он племе Срба бележи тако да постоји на подручју Закавказја, пишући: „Између Кераунског горја и реке Ра смештени су Оринеји и Вали и Срби”.
Србе у Сарматији такође спомињу и Тацит, Прокопије, Јорданес, Вибијe и Ајнхард.
- Племе  поред ушћа реке Волге, на снимку Птолемејеве карте из 1552. године.
- Племе  поред ушћа реке Волге, на снимку Птолемејеве карте из 1598. године.
- Племе Серби поред ушћа реке Волге, према карти из књиге Јована Рајића, која је штампана у Бечу 1794.

### Веза сарматских Срба са данашњим Србима
Веза између сарматских Срба и данашњих Срба није научно доказана, већ представља хипотезу, а противници иранске теорије порекла Срба тврде да је у питању само „случајна подударност са неким недефинисаним етником”.
Према тврдњама аутора који су присталице иранске теорије о пореклу Срба, претпоставка је да су се сарматски (алански) Срби, под притиском Хуна, из кавкаске Сарматије преселили у средњу Европу (Полабље) у 4. веку. Потомци Алана који су остали да живе на Кавказу су данашњи Осети. Према другом мишљењу, Срби нису били део Алана, већ сарматско племе сродно Аланима.
Према Тадеушу Сулимирском, Срби су, као део сарматских Алана, у хунској војсци сачињавали гарнизон који је имао задатак да у покореним областима одржава власт Хуна. Кад је Атила 453. године умро, Срби су источно од реке Сале постали независни и задржавали су власт над месним словенским становништвом у Полабљу, са којим су се временом стопили и дали му своје име.
На основу широко прихваћене реконструкције сеоба Словена и извора као што су Константин Порфирогенит и Ајнхард, који недвосмислено указују на западнословенско порекло балканских Срба, сматра се да се део ових полабских Словена који је усвојио име Срби (могуће још под влашћу већ пословењених Срба-Алана), доселио на Балкан у 7. веку, где се помешао са раније досељеним словенским племенима и романизованим потомцима балканских староседелаца. Други део Срба, који се није доселио на Балкан, остао је да живи у Полабљу, а њихови потомци су данашњи Лужички Срби.
У својој књизи „Словени у раном средњем веку”, руски слависта Валентин Васиљевич Седов тврди да су балкански Срби, као и Срби на Елби, били део прасловенског племена које је некада живело у северном приобаљу Црног мора, а назив добило у „условима словенско-иранске симбиозе”.

### Веза сарматских Срба са другим иранским народима
Сармати воде порекло од скитско-сарматских племена која су некада насељавала широко подручје источне Европе и средње Азије. Данашњи осетски језик на Кавказу, који је настао од некадашњег скитско-сарматског, спада у групу источноиранских језика, а остали језици из ове групе данас се говоре на подручју Таџикистана, Авганистана и Пакистана. Најсроднији осетском је језик народа Јагноби, а затим језик Пуштуна, као и језици памирских народа. У прошлости је постојао дијалекатски континуум који је повезивао ова два данашња говорна подручја, али је он прекинут ширењем говорника турских језика.
Међу Пуштунима у Авганистану и Пакистану постоји племенска група са именом Сарбани, а према паштунској легенди, ова племенска група потиче од претка који се звао Сарбан, а који је био син Каис Абдур Рашида, легендарног претка паштунског народа. Легенда каже да је Каис Абдур Рашид имао три сина, Сарбана, Батана и Гургушта, од којих потиче већина данашњих паштунских племена.
Византијски цар, Константин VII Порфирогенит у својој књизи „Book Of Ceremonies” помиње на Кавказу (у 10. веку) племена „Krevatades” („Krevatas”) и „Sarban” („Sarbani”), која неки истраживачи идентификују са Хрватима и Србима. Ово представља интересантну сличност са именом паштунске племенске групе. За Паштуне се сматра да су делом скитског порекла, а сарматски језик се такође класификује у скитску групу.

## Староседелачка хипотеза
Српска аутохтонистичка школа представља скуп хипотеза и становиште групе већином српских истраживача и публициста који сматрају да су на европском континенту, а посебно на Балканском полуострву, Словени и Срби присутни у периоду од најмање два и по миленијума. Водећа теорија српске аутохтонистичке школе јесте да су Срби односно Словени аутохтони у Подунављу, одакле су населили друге крајеве Европе, ширећи свој језик и културу. Овакве теорије спадају у домен алтернативне науке и званична наука сматра да је српска аутохтонистичка школа псеудоисторија.
Значајан за стварање ове школе у српској историографији дао је словачки филолог Павел Јозеф Шафарик и његов спис О пореклу Словена објављен 1828. године на немачком језику, који је настао као резултат жеље да представи истраживања историје пољског научника Лоренца Суровјецког.
Међу припаднике аутохтонистичке школе убрајају се: Милош Милојевић, Сима Лукин-Лазић, Олга Луковић-Пјановић, Радован Дамјановић, Иво Вукчевић, Јован И. Деретић, Радивоје Пешић, Момир Јовић, Илија Живанчевић, Светислав Билбија, Реља Новаковић, Миодраг Милановић, Ненад Миљуш, Славиша Миљковић, Милош Гроздановић, Слободан Јарчевић, Александра Бајић, Драгољуб Антић, Александар Петровић, Горан Шарић, Александар Шаргић, Александар Митић и други.
Страни аутори који подржавају тезе ове школе су: др Анатолиј Кљосов, Казимир Шулц, Адам Мицкјевич, Сипријан Робер, Емил Бирнуф, Адолф Пикте, Ами Буе, Лоренц Суровјецки, Франческо-Марија Апендини и други.

### Српска аутохтонистичка теорија
Српска аутохтонистичка теорија стоји на становишту да су Словени (односно Срби) насељавали Балканско полуострво још од неолита. Притом се нпр. позивају на налаз винчанског писма, културу Лепенског Вира, руске средњовековне изворе (Нестор Летописац и др.), и налазе помоћних историјских наука. По поменутој теорији, Срби су кроз историју били називани различитим именима везаним за географска подручја на којима су били насељени: Пелазги, Етрурци, Сардани, Илири, Трачани, Венети, Трибали и др).
Датум који се сматра почетком утемељења званичне науке о античкој историји Срба је датум одржавања Првог научног скупа о античкој историји Срба - Сардонски сусрети, у Нишу, 05-07. јули 1998. год. Организатори су били Др. Јован И. Деретић и Милош Гроздановић. Било је 15 радова пријављених, и то: др Јован И. Деретић (3 рада), др Олга Луковић Пјановић (2 рада - читано), др Ранка Куић (читано), Живојин Андрејић, Александар Петровић, Милутин Јаћимовић, генерал Љубомир Домазетовић, Филип Гаврић, др Реља Новаковић, др Христивоје Пејчић, Слободан Јарчевић и Милош Гроздановић. Након одржаног научног скупа, новине Експрес политика су донеле фељтон у 14 наставака са радовима са научног скупа.
На ТВ Глобал у Нишу је одржан серијал са називом Античка историја Срба са преко 12 емисија, које су привукле пажњу публике.

### Критике
Српска аутохтонистичка школа је оспорена од стране историчара као неоснована. Критикују се методи новоромантичара као што су произвољно тумачење топонима, етнонима и сличних појмова, позивање на теорије завере и на тајне доказе и изворе.

## Индијска хипотеза
Један број романтичарских историчара заступао је теорију да су Срби пореклом из Индије, одакле су се селили у разним правцима - у Сибир, Месопотамију, северну Африку, на Кавказ, Балкан и у остатак Европе.
Цивилизација Сарасвати је најстарија индоевропска цивилизација. Светска историографија ово још није званично потврдила имајући у виду да је истраживање још у току. Српска алтернативна историографија повезује сам назив Сарасвати са српским националним именом, највише се притом позивајући на сличност гласова „Б“ и „В“ (који се иначе мешају у многим индоевропским језицима). У делу Ргведе, писана на санскрту, у њеној осмој химни (RV 8.32.2), помињу се особна имена „СРбинда“ (SRbinda) и „КусуРбинда“ (KusuRbinda), између других бројних особних имена. Санскртолози су овај налаз сматрали значајним, и убрзо се појавило мишљење да назив СРбинда представља заправо титулу а не лично име, и да се ради о титули владара народа Срба.
У склопу теорије о пореклу Срба из Индије, изнета је и теза да су припадници античког народа Сјанби (познатог и као Сарби) на подручју данашње Монголије у ствари били Срби, на основу сличности њиховог имена са именом Срба.

## Остале хипотезе
Постоји пуно теорија које обједињују неке од наведених. Тако је Милојевић сматрао да су Срби пореклом из Индије и Ирана и староседеоци Балкана у исто време.

## Антропологија и генетика
Срби углавном припадају динарској раси, једном од варијетета беле расе.
Према подацима Српског ДНК пројекта од августа 2017. године на преко 1.478 тестираних, код Срба су присутне следеће хаплогрупе:
- I2a-CTS10228 са 35,2%
- R1a са 17,3%
- E1b-V13 са 14,4%
- I1 са 8,86%
- J2b са 6%
- R1b са 5,48%
- J2a са 3,3%
- G2a са 3,04%
- N2-P189.2 са 2,7%
- J1 са 1,4%
- I2-M223 са 0,87%
- Q са 0,54%
- Остали 0,091%[18]

Mirabal Sheyla et al,„Human Y-chromosome short tandem repeats: A tale of acculturation and migrations as mechanisms for the diffusion of agriculture in the Balkan Peninsula”. American Journal of Physical Antropology. 142 (3). јул 2010., pages 380-390,
- I1: 7,8%
- I2b1: 1,67%
- I2a2: 38,5%

Укупно I: 47,97%
- R1a: 14,5%
- R1b: 4,5%
- E1b1b: 17,3%
- J1: 0,6%
- J2a: 3,3%
- J2b: 1,7%
- G2a: 2,2%
- N: 3,3%
- Q: 1,7%
- H: 2,2%
- L: 0,6%